# Chevy Chase
Cornelius Crane "Chevy" Chase, född 8 oktober 1943 på Manhattan i New York, är en amerikansk skådespelare, komiker och författare. Chase har bland annat medverkat i filmer som Tjejen som visste för mycket (1978), Tom i bollen (1980), Har inte vi setts förut? (1980), fem Ett päron till farsa!-filmer (1983-2015), Spioner är vi allihopa (1985), Fletch (1985), Tre amigos (1986), Fletch är tillbaka (1989), Den osynlige mannen (1992), Orange County (2002) och Hot Tub Time Machine (2010).

## Biografi
Chase är son till Cathalene Parker och Edward Tinsley "Ned" Chase.
Chase var med i TV-programmet Saturday Night Live från starten 1975. En av hans roller i serien var som nyhetspresentatör, där han alltid började nyhetssändningen med frasen I'm Chevy Chase, and you're not (”Jag är Chevy Chase, och det är inte ni.”). Han blev 1976 den förste av originalmedlemmarna att lämna programmet, för att i stället inleda en filmkarriär. Han ersattes av Bill Murray.
Chase fick ett smärre genombrott 1978 med den romantiska komedin Tjejen som visste för mycket där han spelade tillsammans med Goldie Hawn. Med filmen skapade Chase en typroll för sig själv med beteenden som kom att bli hans signum. Det stora genombrottet kom 1980 med golfkomedin Tom i bollen, följd av ännu en romantisk komedi med Goldie Hawn: Har inte vi setts förut?.
Under inspelningen av Flygande bekymmer 1981 undkom Chase nätt och jämnt döden när ett par glödlampeförsedda skor kortslöt och gav honom en elchock genom hela kroppen. Traumat av olyckan i kombination med skilsmässa ledde till att han hamnade i en djup depression.
1983 kom den första delen av vad som kom att bli fem i Ett päron till farsa-serien, där Chase spelar familjefadern Clark Griswold. Under 1980-talet var Chevy Chase en populär skådespelare med flera succéer som Fletch och Ett päron till farsa-serien. Från 1990-talet och framåt har dock framgångarna varit betydligt färre.
Våren 2009 medverkade han i den svenska komediserien Hjälp!, mellan 2009 och 2014 var han med i tv-serien Community.
I den biografiska dramakomedin Saturday Night från 2024 porträtteras Chase av Cory Michael Smith.

## Filmografi i urval

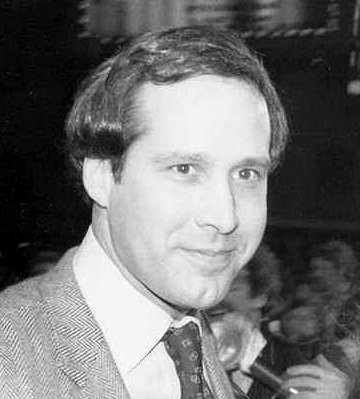
Chevy Chase vid filmpremiären av Har inte vi setts förut? (1980).

- Tjejen som visste för mycket (1978; Foul Play)
- Bort med tassarna! (1980; Oh, Heavenly Dog)
- Tom i bollen (1980; Caddyshack)
- Har inte vi setts förut? (1980; Seems Like Old Times)
- Varning för dvärgar (1981; Under the Rainbow)
- Flygande bekymmer (1981)
- Ett päron till farsa (1983; Vacation)
- Oss fifflare emellan (1983; Deal of the Century)
- Fletch (1985)
- Ett päron till farsa på semester i Europa (1985; European Vacation)
- Spioner är vi allihopa (1985; Spies Like Us)
- Tre amigos (1986: ¡Three Amigos!)
- Titta vi rymmer (1986; The Couch Trip)
- Livet på landet (1988; Funny Farm)
- Tom i bollen 2 (1988; Caddyshack 2)
- Fletch är tillbaka (1989; Fletch Lives)
- Ett päron till farsa firar jul (1989; Christmas Vacation)
- Bara bekymmer (1991; Nothing But Trouble)
- Den osynlige mannen (1992; Memoirs of an Invisible Man)
- Den siste actionhjälten (1993; Last Action Hero)
- Cops and Robbersons (1994)
- Ett päron till farsa i Las Vegas (1997; Vegas Vacation)
- Dirty Work (1998)
- Snow Day (2000)
- Orange County (2002)
- Goose! (2004)
- Ellie Parker (2005)
- Funny Money (2006)
- Hjälp! (2009)
- Hotel Hell Vacation (2010: kortfilm)
- Hot Tub Time Machine (2010)
- Community (2009-2014) (TV-serie)
- Hot Tub Time Machine 2 (2014)
- Ett päron till farsa: Nästa generation (2015; Vacation)
- The Last Movie Star (2017)
- The Last Laugh (2019)
- The Very Excellent Mr. Dundee (2020)